# معرض الفنون تشيتا دي كاستيلو
يعد معرض تشيتا دي كاستيللو أو معرض الفنون في تشيتا دي كاستيلو المتحف الرئيسي للوحات والفنون في منطقة أومبريا الإيطالية، إلى جانب المعرض الوطني في بيروجيا، ويقع في قصر يعود تاريخه إلى عصر النهضة، والذي تم الحفاظ عليه بشكل عام في شكله الأصلي.

## تاريخ

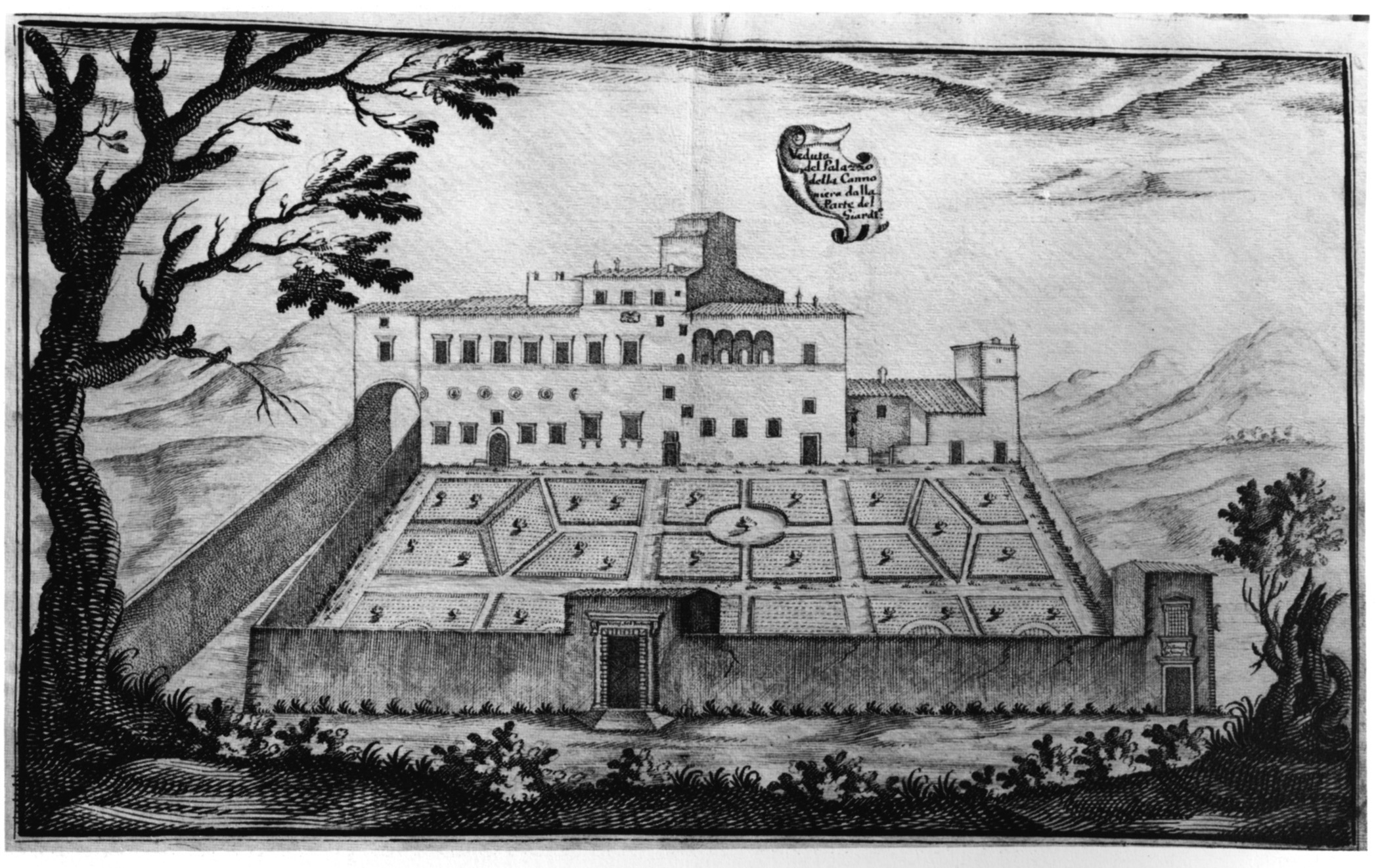
رسم لألساندرو نافي، 1699

معرض تشيتا دي كاستيللو البلدي يقع في قصر فيتيلي ألا كانونييرا المصمم على طراز عصر النهضة، والذي كان مقرًا للقائد العسكري أليساندرو فيتيلي، حفيد نيكولو فيتيلي، وزوجته أنجيلا باولا دي روسي، ابنة شقيقة جوفاني دالي باندي نيري.
وهو من أهم المعارض الفنية العامة في إيطاليا، ويوثق الفن من القرن الثالث عشر إلى القرن العشرين، مع التركيز على فن عصر النهضة ، والأعمال الاولى لرافائيل  ولوكا سيجنوريلي . 
تتكوّن المجموعة بشكل أساسي من لوحات جاءت من مؤسسات دينية تم إلغاؤها في القرن التاسع عشر بعد توحيد إيطاليا، كما تعكس أيضًا رعاية عائلة فيتيلي، الحليفة البارزة لعائلة ميديشي. وقد ساهمت التبرعات بالأعمال اللاحقة، حتى القرن العشرين، في توسيع هذه المجموعة.

## قصر فيتيللي ألا كانونيرا
تم بناء القصر بشكل رئيسي بين عامي 1521 و1532، واكتمل في عام 1545 بمناسبة زواج أليساندرو فيتيلي وباولا دي روسي. يطل القصر على حديقة كانت مشهورة في أوروبا خلال القرن السادس عشر بفضل مجموعتها من النباتات الغريبة.
في عام 1907، قام إيليا فولبي، وهو مدير محلي وفنان عمل سابقًا على ترميم قصر دافانزاتي في مدينة فلورنسا، بشراء هذا القصر وترميمه، ثم تبرع به في عام 1912 للمدينة لإيواء معرض الفنون البلدي.

## مجموعة اللوحات
أقدم الأعمال في المجموعة تعود إلى القرن الثالث عشر، وهي أعمال مذهبة مثل اللوحة المهيبة التي تُصوّر "العذراء والطفل على العرش مع ستة ملائكة" والتي أنجزها "سيد تشيتا دي كاستيللو"، وهو من أتباع دوتشيو دي بونينسيينا.
تضم المجموعة الرئيسية في المتحف أعمالًا بارزة من عصر النهضة تُبرز الروابط الوثيقة بين عائلة فيتيلي وعائلة ميديشي. ويعرض المتحف عددًا من أعمال لوكا سينيوريلي، تتنوع بين تلك المتأثرة بشدة بأسلوب بييرو ديلا فرانشيسكا، ولوحته الشهيرة "استشهاد القديس سباستيان". كما يوفّر المتحف نظرة متميزة على بدايات رافائيل الفنية، الذي نال مكانة "المايسترو" أثناء عمله في المدينة، ويتجلى ذلك في واجهتَي لوحة "راية الثالوث الأقدس"، وهي العمل الوحيد المتبقي له في تشيتا دي كاستيللو، والذي يعتبره العديد من النقّاد أول أعماله الحقيقية.
تشمل الأعمال الفلورنسية الأخرى تتويج العذراء لدومينيكو غيرلاندايو ولوحات فنية غنية من أعمال رافائيلينو ديل كولي وبومارانسيو وغيرهما من الفنانين المعاصرين.
يستضيف قسم القرن العشرين إبداعات جورجيو دي شيريكو وريناتو جوتوسو وماريو مافاي وكارلو كارا . في عام 2015، ضم المتحف مجموعة دائمة من أعمال نوفولو ، الصديق والزميل لألبرتو بوري والمبتكر العالمي في فن الشاشة الحريرية . 
- الفن القوطي؛ أعمال مختارة (الغرف I-II-III)
  - السيدة العذراء والطفل مع ستة ملائكة من رسم معلم مدينة كاستيلو
  - لوحة مادونا وطفلها على العرش للفنان سبينيلو أريتينو
  - لوحة "مادونا وطفلها على العرش" للفنان أندريا دي بارتولو
  - سان بارتولوميو تريبتيك لأنطونيو ألبيرتي
  - مادونا وطفلها على العرش للفنان أنطونيو فيفاريني
- عصر النهضة المحلي والتوسكاني؛ أعمال مختارة (الغرف IV-V-VII)
  - مادونا والطفل مع ملاكين، رسم نيري دي بيتشي
  - المسيح مع علامات الآلام لرسام مجهول من القرن الخامس عشر
  - تتويج العذراء للفنان دومينيكو غيرلاندايو وورشة العمل
  - لوحة البشارة ومذبح جميع القديسين للفنان فرانشيسكو تيفيرناتي
- عصر النهضة/ رافائيل في سيتا دي كاستيلو؛ أعمال مختارة (الغرفة السادسة)
  - راية الثالوث الأقدس ، في الأمام الثالوث مع القديسين سيباستيان وروش ، في الخلف خلق حواء بواسطة رافائيل
- عصر النهضة/ لوكا سينيوريلي في سيتا دي كاستيلو؛ أعمال مختارة (الغرفتان XII وXIII)
  - القديس بولس بقلم لوكا سيجنوريلي
  - استشهاد القديس سيباستيان على يد سينيوريلي
  - راية القديس يوحنا المعمدان : أمام القديس يوحنا ، خلف معمودية المسيح
  - مذبح سانتا سيسيليا من تصميم لوكا سينيوريلي وورشة عمل
- الأسلوبية التوسكانية والرومانية؛ أعمال مختارة (الغرف XVI-XVII-XVIII)
  - البشارة لرافايلينو ديل كولي
  - الإيداع والسيدة العذراء والطفل مع القديسين من رسم جاكوبو دي جيوفاني فرانشيسكو
  - وضع الأيدي من قبل بطرس ويوحنا من قبل سانتي دي تيتو
  - الحبل بلا دنس بقلم نيكولو سيركيناني ، المعروف باسم بومارانشيو
- من القرن السابع عشر إلى القرن التاسع عشر؛ أعمال مختارة (الغرف VI-XIX-XX)
  - اثنين من القديسين بواسطة جيوفاني باتيستا باسيتي
  - القديس نيكولاس تولينتينو بواسطة إرمينجيلدو كوستانتيني
  - هل هو سيدنا محمد؟ بقلم فرانشيسكو مانشيني
  - مادونا والطفل، بواسطة توماسو كونكا
  - مادونا والطفل للفنان فينسينزو كيالي
- القرن العشرون؛ أعمال مختارة
  - ساحة إيطاليا للفنان جورجيو دي كيريكو
  - طبيعة ثابتة لريناتو جوتوزو
  - منظر بحري لكارلو كارا
  - مجموعة في مطعم ماريو مافاي
  - المجموعة الدائمة لنوفولو